# Miejski Zakład Komunikacji w Lesznie

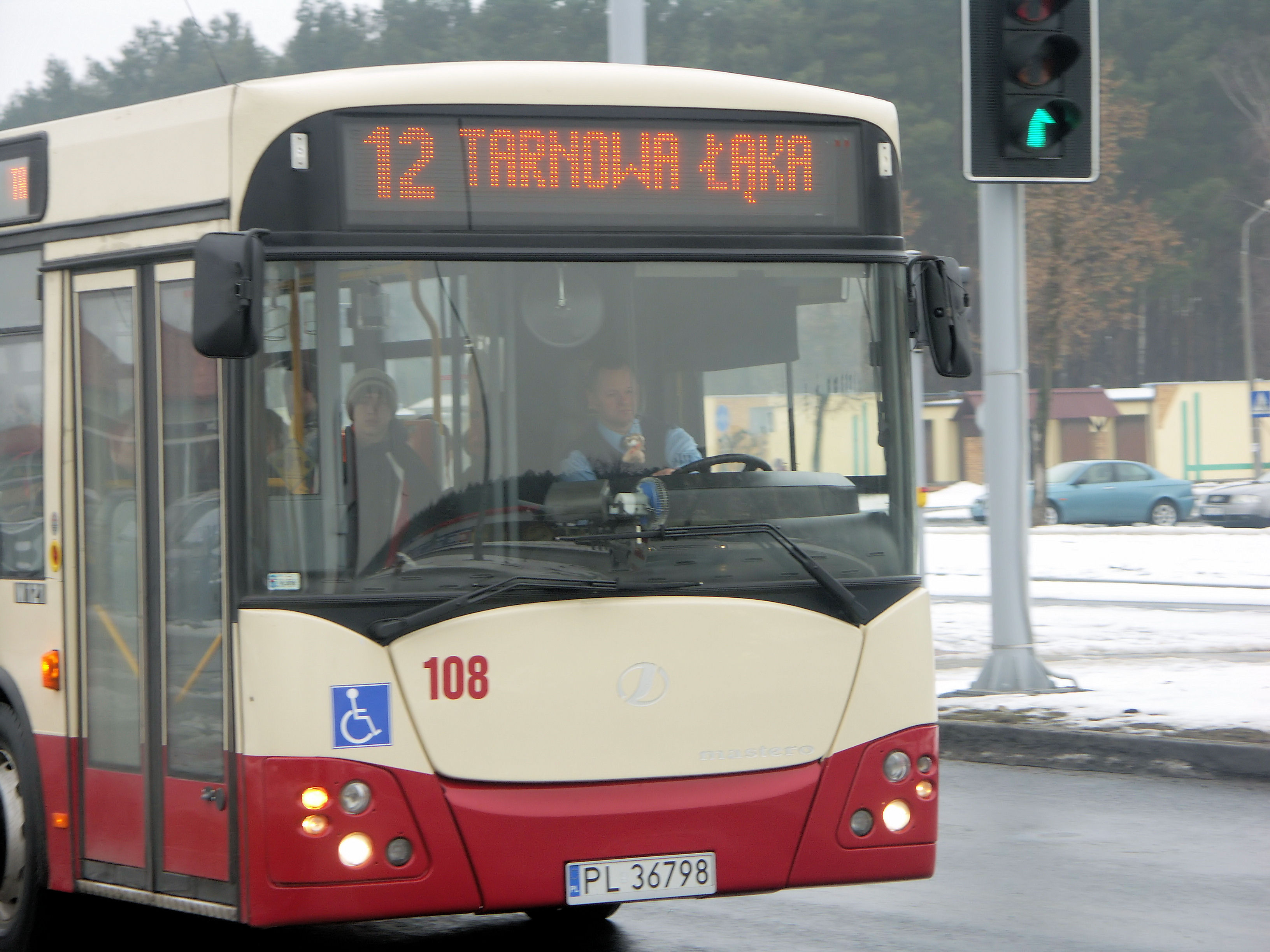
Jelcz M121 na linii podmiejskiej nr 12

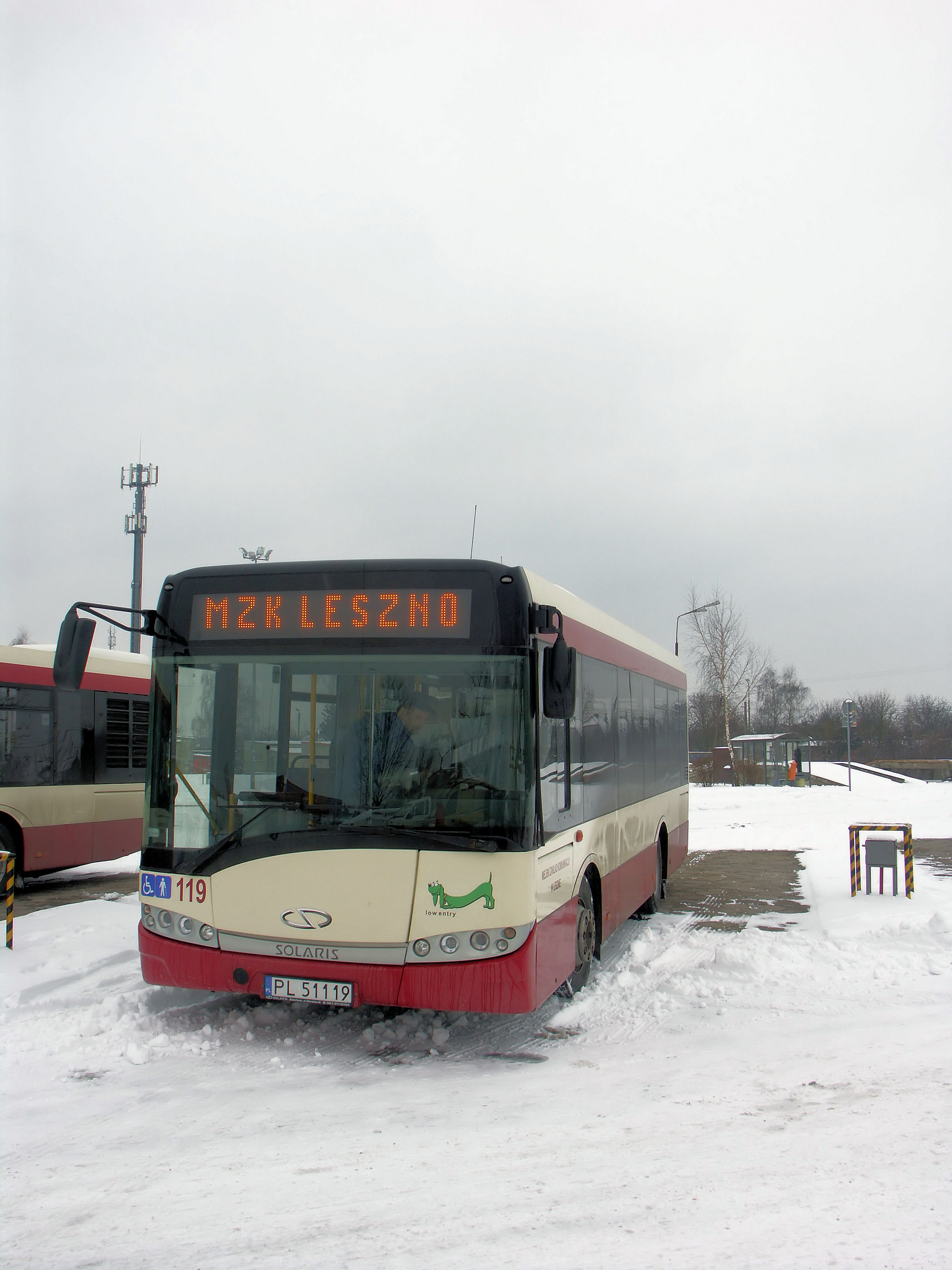
Solaris Alpino 8,9 LE na terenie zajezdni

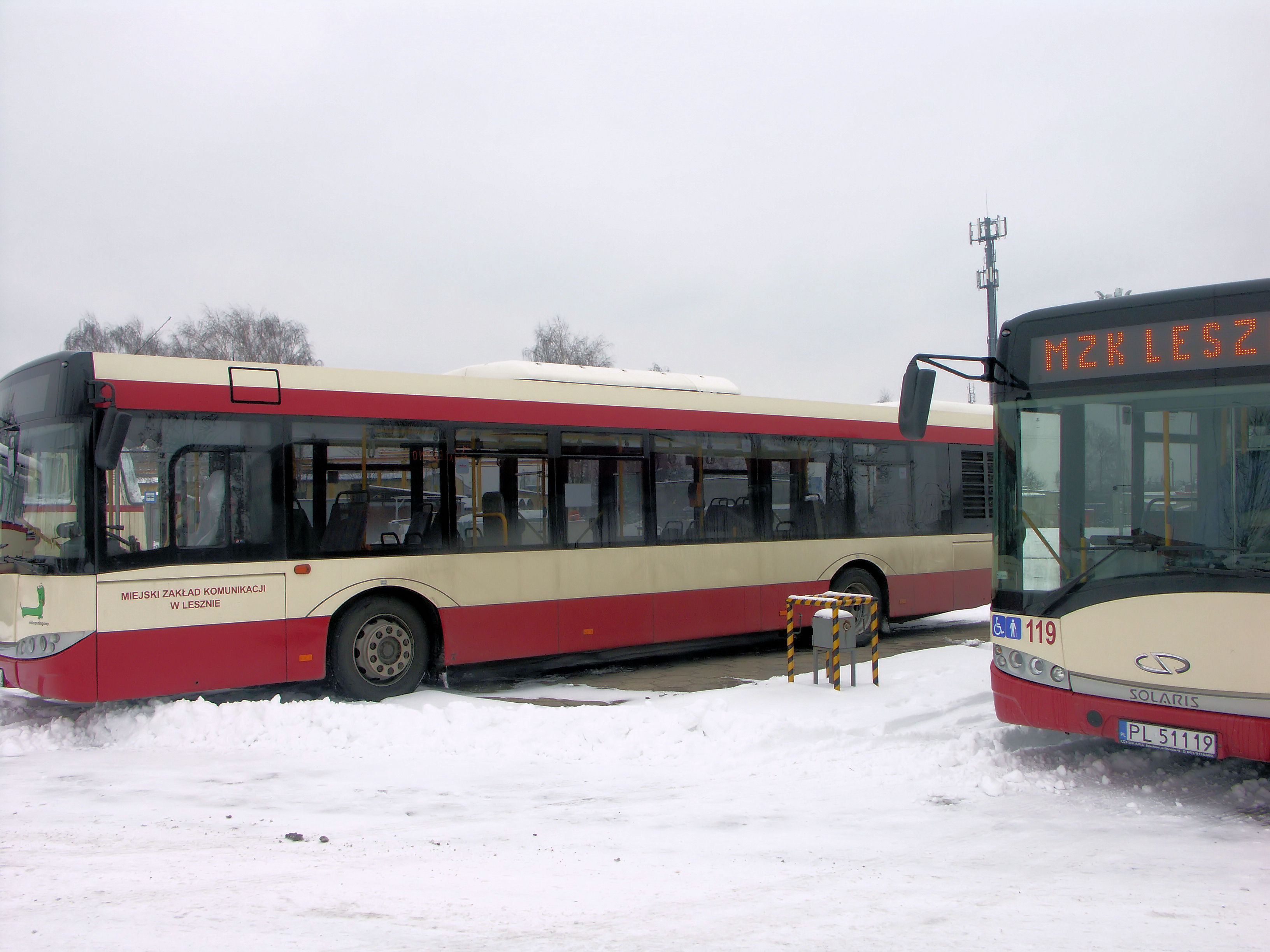
Solarisy Urbino 12 i Alpino 8,9 LE na terenie zajezdni

Miejski Zakład Komunikacji w Lesznie – działający od 1 marca 1976 roku zakład budżetowy miasta Leszna. Zajmuje się realizacją transportu zbiorowego na terenie miasta oraz sąsiednich gmin powiatu leszczyńskiego. Obecnie obsługuje 13 linii autobusowych.

## Historia
Miejski Zakład Komunikacji rozpoczął swoją działalność 1 marca 1976 roku, otrzymując na siedzibę posesję przy ulicy Kanałowej 12, gdzie zorganizowano zaplecze administracyjno-techniczne. W styczniu 1976 roku odebrano z Sanockiej Fabryki Autobusów 10 sztuk autobusów miejskich marki Autosan H9-35.
Początkowo MZK obsługiwał 5 linii autobusowych: 0, 1, 2, 3, 4. Długość linii w 1976 roku wynosiła 39 km.
Kolejną siedzibą MZK była baza przy ulicy Lipowej 78, która służyła w latach 1978 – 1991. Od 1 stycznia 1992 r. przeprowadził się do nowej siedziby na ulicę Leśną 4.
MZK działa na terenie miasta i gmin ościennych. Od 1983 r. autobusy kursują do Święciechowy, od 1987 roku do Rydzyny, a od 1997 roku do Wilkowic. Świadczy także usługi przewozu osób niepełnosprawnych minibusami (VW Transporter) oraz produkuje wiaty przystankowe.
W 2009 r. autobusy dziennie pokonywały 3400 km, co stanowiło w sumie 269 kursów i zużyły 1100 litrów oleju napędowego.

## Leszczyńska Karta Miejska
Leszczyńska Karta Miejska (LKM) jest to bezkontaktowa, elektroniczna karta o formacie karty płatniczej, będąca nośnikiem biletów elektronicznych, obowiązujących w komunikacji miejskiej w Lesznie. Każda LKM występuje w formie karty spersonalizowanej (imiennej), tak więc zawiera nadrukowane informacje o właścicielu (imię / nazwisko / zdjęcie) oraz ewentualne uprawnienia do przejazdów ulgowych bądź bezpłatnych razem z okresem ich dat obowiązywania. Karta imienna może być użytkowana wyłącznie przez osobę, której dane zostały zapisane na karcie.

## Tabor
| Model                                                | Rok zakupu                                           | Liczba                                               | Dł.[mm]                                              | Ukł. drzwi                                           | Podłoga         | Klimatyzacja | Numery taborowe | Użytkowanie      |
| ---------------------------------------------------- | ---------------------------------------------------- | ---------------------------------------------------- | ---------------------------------------------------- | ---------------------------------------------------- | --------------- | ------------ | --------------- | ---------------- |
| Autosan H9-35                                        | 1991                                                 | 1                                                    | 9310                                                 | 2-0-2                                                | wysokopodłogowy | Nie          | 83              | pojazd zabytkowy |
| Jelcz M121I/4                                        | 2008                                                 | 2                                                    | 11947                                                | 2-2-2                                                | niskowejściowy  | Nie          | 110, 111        | wszystkie linie  |
| Solaris Urbino 12                                    | 2010                                                 | 4                                                    | 12000                                                | 2-2-2                                                | niskopodłogowy  | Tak          | 113 – 116       | wszystkie linie  |
| Solaris Alpino 8,9 LE                                | 2010                                                 | 7                                                    | 8950                                                 | 1-2-0                                                | niskowejściowy  | Tak          | 117 – 123       | wszystkie linie  |
| Volvo 7900 Hybrid                                    | 2019                                                 | 8                                                    | 12000                                                | 2-2-2                                                | niskopodłogowy  | Tak          | 124 – 131       | wszystkie linie  |
| Wszystkie pojazdy                                    | Wszystkie pojazdy                                    | Wszystkie pojazdy                                    | Wszystkie pojazdy                                    | Wszystkie pojazdy                                    | 23              | 23           | 23              | 23               |
| Udział autobusów niskopodłogowych i niskowejściowych | Udział autobusów niskopodłogowych i niskowejściowych | Udział autobusów niskopodłogowych i niskowejściowych | Udział autobusów niskopodłogowych i niskowejściowych | Udział autobusów niskopodłogowych i niskowejściowych | 96%             | 96%          | 96%             | 96%              |
| Udział autobusów klimatyzowanych                     | Udział autobusów klimatyzowanych                     | Udział autobusów klimatyzowanych                     | Udział autobusów klimatyzowanych                     | Udział autobusów klimatyzowanych                     | 87%             | 87%          | 87%             | 87%              |

Uwagi:
- Autobusy niskopodłogowe posiadają maksymalnie obniżoną podłogę na całej długości pojazdu. Dostęp do wnętrza pojazdu realizowany jest przez drzwi które nie posiadają stopni.
- Autobusy średniopodłogowe nie posiadają maksymalnie obniżonej podłogi. Dostęp do wnętrza pojazdu odbywa się przez drzwi posiadające 1 stopień.
- Autobusy niskowejściowe posiadają obniżoną podłogę w części pojazdu. Co najmniej jedne drzwi pojazdu nie posiadają stopni.
- Autobusy wysokopodłogowe nie posiadają obniżonej podłogi. Dostęp do wnętrza pojazdu realizowany jest przez drzwi wyposażone w 2 lub 3 stopnie.

## Nagrody i wyróżnienia
- MZK Leszno w 2005 r. otrzymał wyróżnienie w postaci czterech Białych Pyr przyznane przez Gazetę Wyborczą za dobre pomysły.

- MZK Leszno w 2013 r. został wyróżniony w konkursie organizowanym w ramach Wielkopolskiej Strategii Ograniczania Wypadków przy Pracy za znaczne poprawienie poziomu bezpieczeństwa i higieny pracy, między innymi poprzez zakup nowoczesnych autobusów niskopodłogowych oraz dostosowanie pomieszczeń socjalnych do określonych standardów[3].
- MZK Leszno w 2016 r. uplasował się na 9 miejscu w Ogólnopolskim Rankingu Najlepszych Przedsiębiorstw Komunikacji Miejskiej za rok 2016 organizowanym przez Dziennik Gazeta Prawna i publikowanym na łamach Strefy Gospodarki Dziennika Gazeta Prawna.
- MZK Leszno w 2017 r.  ponownie uplasował się na 9 miejscu w Ogólnopolskim Rankingu Najlepszych Przedsiębiorstw Komunikacji Miejskiej za rok 2016 organizowanym przez Dziennik Gazeta Prawna i publikowanym na łamach Strefy Gospodarki Dziennika Gazeta Prawna[4]